# سینیشا زلاتکوویچ
سینیشا زلاتکوویچ (صربی: Siniša Zlatković؛ زادهٔ ۲۸ ژانویهٔ ۱۹۲۴) بازیکن فوتبال اهل یوگسلاوی بود.
از باشگاه‌هایی که در آن بازی کرده‌است می‌توان به باشگاه فوتبال ستاره سرخ بلگراد اشاره کرد.